# Jacques Massu
Jacques Massu, född 5 maj 1908 i Châlons-sur-Marne, död 26 oktober 2002, var en fransk general.

## Biografi
Massu föddes i en familj av militärer; hans far var artilleriofficer. Han studerade på Saint-Louis de Gonzague i Paris, det fria universitetet i Gien (1919-1925) och Prytanée National Militaire (1926-1928). Han skrev sedan in sig vid Saint-Cyr och tog examen 1930 som fänrik och gick till det koloniala infanteriet.
Mellan oktober 1930 och augusti 1931, tjänstgjorde han i det 16:e senegalesiska Tirailleur Regiment (16 RTS) i Cahors. Han skickades sedan till Marocko med 5:e RTS och deltog i striderna kring Tafilalt där han tog sin första utmärkelse. Han befordrades till löjtnant i oktober 1932 och deltog i operationerna i Atlasbergen.
År 1934 överfördes Massu  till 12:e RTS i Saintes, Charente-Maritime. Han tjänstgjorde i Togo från januari 1935 till februari 1937 med militära och civila uppgifter i Komkombas. Sedan var han stationerad i Lorraine fram till juni 1938, då han skickades till Tchad för att leda underavdelning Tibesti med huvudkontor i Zouar.
Under andra världskriget gick Massu med i Charles de Gaulles styrkor och kom att deltaga i befrielsen av Paris. Han tjänstgjorde efter kriget i Indokina och han ledde luftstridstrupper under Suezkrisen 1956.
Massu förde en hård politik i Algeriet, där han från år 1957 bekämpade de algeriska nationalisterna, FLN. Han kom att leda ett uppror mot den franska regeringen, som var beredd att förhandla med FLN, och fråntogs befälet år 1960. 
Massu var med om att föra de Gaulle till makten, men tog senare avstånd från honom och efter sin kritik av den politik de Gaulle förde 1960, avskedades han från sin position som militär ledare i Alger. År 1962 blev han istället militär befälhavare i Metz och i sjätte militärområde i Frankrike. Han befordrades till general de corps d'armée (4 stjärnor) 1963. I mars 1966 blev han général d'Armée (5 stjärnor) och gjordes till chef för de franska styrkorna i Tyskland.
Massu lämnade militären i juli 1969 och tillbringade resten av sitt liv i sitt hem på Conflans-sur-Loing med att skriva sina memoarer.

## Dekorationer
Massu tilldelades följande utmärkelser under sin karriär:
- Storkorset av Hederslegionen,
- Companion av Liberation (14 juli 1941),
- Croix de guerre 1939-1945 (8 gånger),
- Croix de guerre des Teatrar d'verksamheter extérieures (3 gånger),
- Croix de la Valeur Militaire (2 gånger),
- Distinguished Service Order (Storbritannien),
- Storofficer av Ordre du Nichan El-Anouar,
- Grand Officer av Order of the Black Star,
- Bundesverdienstkreuz (Västtyskland).